# 李文華 (生物學家)
李文華（1950年6月1日—）是台灣分子生物學家，曾任中國醫藥大學校長，1986年發現人類第一個抑癌基因「RB基因」，1994年獲選為台灣中央研究院第20屆生命科學組院士。
2015年獲美國國家發明家學會（NAI）公布2014年發明家院士。 2018年獲得「世界科學院」（The World Academy of Sciences, TWAS）新任院士。

## 學經歷
李文華生於澎湖縣，於1972年獲得國立台灣師範大學生物系（今生命科學系）學士、1977年獲得國立台灣大學生物化學研究所碩士、1981年獲得加州大學柏克萊分校分子生物學博士。之後曾在加州大學爾灣分校生物化學系任教，2014年接任中國醫藥大學校長。並擔任中央研究院基因體研究中心特聘研究員。

## 家庭
李文華的妻子潘玉華也是分子生物學家，並且是第24屆中央研究院生命科學組院士；同時也是美國 GeneTex 生物科技公司（GeneTex, Inc.）在台合作企業「億康生物科技股份有限公司」董事長。

## 外部連結
- 中國醫藥大學介紹李文華 （页面存档备份，存于）
- 中央研究院基因體研究中心介紹李文華 （页面存档备份，存于）

| 教育職務      | 教育職務                                              | 教育職務      |
| ------------- | ----------------------------------------------------- | ------------- |
| 中國醫藥大學  |                                                       |               |
| 前任： 黃榮村 | 中國醫藥大學校長 第十七任 2014年2月1日－2019年1月31日 | 繼任： 洪明奇 |